# Futbol'nyj Klub Mordovija 2016-2017
Questa voce raccoglie le informazioni riguardanti il Futbol'nyj Klub Mordovija nelle competizioni ufficiali della stagione 2016-2017.

## Stagione
Dopo la retrocessione della precedente stagione, la squadra andò incontro ad una nuova retrocessione, finendo diciassettesima in PFN Ligi.

## Rosa
| N. |                     | Ruolo | Calciatore          |
| -- | ------------------- | ----- | ------------------- |
| 1  | Moldavia (bandiera) | P     | Ilie Cebanu         |
| 4  | Russia (bandiera)   | D     | Daniil Chalov       |
| 7  | Russia (bandiera)   | A     | Aleksandr Degtyarev |
| 9  | Russia (bandiera)   | A     | Ivan Lukjanov       |
| 10 | Armenia (bandiera)  | C     | Armen Ambartsumyan  |
| 11 | Russia (bandiera)   | A     | Pavel Ignatovich    |
| 13 | Russia (bandiera)   | D     | Alan Bagaev         |
| 17 | Russia (bandiera)   | D     | Artem Molodtsov     |
| 19 | Russia (bandiera)   | D     | Evgeniy Osipov      |
| 23 | Russia (bandiera)   | D     | Ruslan Navletov     |
| 24 | Russia (bandiera)   | C     | Andrey Pazin        |
| 28 | Russia (bandiera)   | P     | Artem Potapov       |
| 29 | Russia (bandiera)   | C     | Aleksandr Krendelev |
| 31 | Russia (bandiera)   | P     | Roman Kalyuzhnyi    |

| N. |                    | Ruolo | Calciatore             |
| -- | ------------------ | ----- | ---------------------- |
| 33 | Russia (bandiera)  | A     | Aleksandr Alkhazov     |
| 34 | Russia (bandiera)  | D     | Renat Sabitov          |
| 47 | Russia (bandiera)  | C     | Vladislav Sysuev       |
| 57 | Russia (bandiera)  | C     | Pavel Deobald          |
| 87 | Russia (bandiera)  | D     | Yuriy Lebedev          |
| 94 | Russia (bandiera)  | C     | Stanislav Zakharchenko |
| 96 | Russia (bandiera)  | A     | Vladislav Adaev        |
| -  | Russia (bandiera)  | P     | Igor Kot               |
| -  | Russia (bandiera)  | D     | Aleksey Berdnikov      |
| -  | Russia (bandiera)  | D     | Andrey Ivanov          |
| -  | Russia (bandiera)  | C     | Ilya Petrov            |
| -  | Armenia (bandiera) | A     | Artur Sarkisov         |
| -  | Russia (bandiera)  | A     | Maksim Astafjev        |
| -  | Russia (bandiera)  | A     | Artur Maloyan          |

## Risultati

### Campionato
| Arbitro: | Aleksey Eskov |

|                         |           |  |
| Vadim Minich 49’ (rig.) | Marcatori |  |

| Arbitro: | Aleksey Sukhoy |

|                                       |           |  |
| Artem Fedchuk 54’ Egor Rudkovskiy 75’ | Marcatori |  |

| Arbitro: | Aleksey Matyunin |

|                             |           |  |
| Aleksandr Kutjin 61’ (rig.) | Marcatori |  |

| Saransk 27 luglio 2016, ore 17:30 4ª giornata | Mordovija         | 0 – 0 referto | Tambov | Stadio Start (3.227 spett.)\| Arbitro: \| Timur Arslanbekov \| |
| Arbitro:                                      | Timur Arslanbekov |               |        |                                                                |

| Arbitro: | Roman Galimov |

|                    |           |                                                           |
| Anton Kobyalko 85’ | Marcatori | 5’ Pavel Ignatovich 26’ Pavel Deobald 72’ Maksim Astafjev |

| Arbitro: | Artem Chistyakov |

| |           |  |
| Pavel Deobald 2’ Pavel Deobald 43’ Aleksandr Alkhazov 49’ (rig.) Artur Sarkisov 71’ Maksim Astafjev 82’ | Marcatori |  |

| Arbitro: | Sergey Kostevich |

|                      |           |  |
| Eugeniu Cebotaru 74’ | Marcatori |  |

| Arbitro: | Andrey Fisenko |

|                        |           |  |
| Leonid Reshetnikov 90’ | Marcatori |  |

| Arbitro: | Vladimir Moskalev |

|                    |           |                                                       |
| Artur Sarkisov 73’ | Marcatori | 28’ Arsen Khubulov 34’ Moses Oloya 68’ Arsen Khubulov |

| Arbitro: | Igor Panin |

|                             |           |                                                    |
| Mikhail Biryukov 44’ (rig.) | Marcatori | 35’ Maksim Astafjev 41’ (rig.) Aleksandr Degtyarev |

| Saransk 3 settembre 2016, ore 16:00 11ª giornata | Mordovija   | 0 – 0 referto | Sokol Saratov | Stadio Start (2.213 spett.)\| Arbitro: \| Anton Anopa \| |
| Arbitro:                                         | Anton Anopa |               |               |                                                          |

| Arbitro: | Vladislav Bezborodov |

|                        |           |  |
| Dmitriy Chistyakov 72’ | Marcatori |  |

| Arbitro: | Mikhail Vilkov |

|                      |           |                          |
| Pavel Ignatovich 19’ | Marcatori | 90'+2’ Vladimir Leshonok |

| Arbitro: | Aleksandr Borisov |

|                                           |           |  |
| Andrey Kozlov 49’, 57’ (rig.), 64’ (rig.) | Marcatori |  |

| Arbitro: | Lasha Verulidze |

|  |           |                   |
|  | Marcatori | 10’ Ivan Markelov |

| Arbitro: | Pavel Shadykhanov |

|                           |           |                                     |
| Semen Pomogaev 19’ (rig.) | Marcatori | 1’ Artur Sarkisov 85’ Daniil Chalov |

| Arbitro: | Nikolay Voloshin |

|                                      |           |                                         |
| Evgeniy Osipov 32’ Pavel Deobald 61’ | Marcatori | 66’ Aleksey Gasilin 82’ Aleksey Gasilin |

| Arbitro: | Denis Shpilev |

|                    |           |                                             |
| Roman Akbashev 51’ | Marcatori | 15’ Aleksandr Degtyarev 71’ Maksim Astafjev |

| Arbitro: | Aleksandr Borisov |

|                                |           |  |
| Aleksandr Degtyarev 89’ (rig.) | Marcatori |  |

| Arbitro: | Vasili Kazartsev |

|                        |           |                                                                               |
| Aleksandr Alkhazov 15’ | Marcatori | 55’ Artem Fedchuk 58’ Aleksandr Rudenko 65’ Denis Davydov 88’ Ippėj Sinodzuka |

| Arbitro: | Evgeni Turbin |

|  |           |                                         |
|  | Marcatori | 9’ Anton Zabolotnyi 18’ Maksim Palienko |

| Arbitro: | Oleg Sokolov |

|                                            |           |                        |
| Denis Dorozhkin 10’ Andrey Chasovskikh 35’ | Marcatori | 43’ Aleksandr Alkhazov |

| Arbitro: | Vladimir Seldyakov |

|  |           |                                 |
|  | Marcatori | 9’ Igor Udalyi 14’ Juan Lescano |

| Arbitro: | Aleksey Matyunin |

|                                                                                      |           |                                                                      |
| Igor Chernyshov 9’ (rig.) Daniel Sikorski 30’ Andrey Mostovoy 58’ Ilya Kuzmichev 81’ | Marcatori | 17’ (rig.) Aleksandr Degtyarev 19’ Artur Sarkisov 24’ Artur Sarkisov |

| Saransk 8 marzo 2017, ore 15:00 25ª giornata | Mordovija         | 0 – 0 referto | Sibir' | Stadio Start (3.228 spett.)\| Arbitro: \| Aleksandr Borisov \| |
| Arbitro:                                     | Aleksandr Borisov |               |        |                                                                |

| Arbitro: | Pavel Kukuyan |

|                 |           |  |
| Alan Bagaev 18’ | Marcatori |  |

| Arbitro: | Sergey Lapochkin |

|                                                 |           |  |
| Vladimir Obukhov 14’ Nikita Malyarov 18’ (rig.) | Marcatori |  |

| Arbitro: | Nikolay Voloshin |

|                                    |           |  |
| Ilya Petrov 10’ Evgeniy Osipov 50’ | Marcatori |  |

| Saratov 1º aprile 2017, ore 14:00 29ª giornata | Sokol Saratov   | 0 – 0 referto | Mordovija | Stadio Lokomotiv (920 spett.)\| Arbitro: \| Evgeni Kukulyak \| |
| Arbitro:                                       | Evgeni Kukulyak |               |           |                                                                |

| Arbitro: | Vladimir Moskalev |

|                               |           |  |
| Aleksandr Krendelev 3’ (rig.) | Marcatori |  |

| Arbitro: | Pavel Kukuyan |

|                                                     |           |                   |
| Artur Ryabokobylenko 40’ Kamalutdin Akhmedov 90'+4’ | Marcatori | 12’ Pavel Deobald |

| Arbitro: | Pavel Shadykhanov |

|                         |           |                                       |
| Aleksandr Krendelev 18’ | Marcatori | 28’ Sergey Samodin 90’ Artur Sarkisov |

| Arbitro: | Stanislav Vasiljev |

|                                        |           |                    |
| Kirill Panchenko 13’ Fatos Beqiraj 52’ | Marcatori | 40’ Evgeniy Osipov |

| Arbitro: | Mikhail Vilkov |

|  |           |                   |
|  | Marcatori | 29’ Artem Serdyuk |

| Arbitro: | Dmitri Nedvizhay |

|                                                                   |           |                      |
| Kirill Pogrebnyak 42’ Vladislav Sirotov 64’ Kirill Pogrebnyak 79’ | Marcatori | 90'+1’ Andrey Ivanov |

| Arbitro: | Stanislav Vasiljev |

|                                                    |           |  |
| Ruslan Navletov 9’ Ilya Petrov 70’ Ilya Petrov 82’ | Marcatori |  |

| Arbitro: | Nikolay Voloshin |

|                   |           |                                                           |
| Oleg Murachev 52’ | Marcatori | 12’ Ilya Petrov 27’ Vladislav Sysuev 40’ Pavel Ignatovich |

| Arbitro: | Igor Panin |

|                               |           |                 |
| Aleksandr Alkhazov 66’ (rig.) | Marcatori | 49’ Anton Kilin |

### Kubok Rossii
| Arbitro: | Artem Lyubimov |

|                       |           |                                  |
| Filipp Dvoretskov 38’ | Marcatori | 5’ Ivan Lukjanov 58’ Ilya Petrov |

| Arbitro: | Oleg Sokolov |

|                   |           |                                       |
| Ivan Lukjanov 87’ | Marcatori | 6’ Ivo Ilicevic 45'+1’ Amadou Moutari |